# Reyðarfell (berg)
Reyðarfell är ett berg i republiken Island. Det ligger i regionen Norðurland vestra, 190 km nordost om huvudstaden Reykjavík. Toppen på Reyðarfell är 802 meter över havet, eller 102 meter över den omgivande terrängen. Bredden vid basen är 9,4 km.
Trakten runt Reyðarfell är nära nog obefolkad, med mindre än två invånare per kvadratkilometer. Det finns inga samhällen i närheten. Trakten runt Reyðarfell består i huvudsak av gräsmarker.